# Raúl Cárdenas
Raúl Cárdenas, teljes nevén Raúl Cárdenas de la Vega (Mexikóváros, 1928. október 30. – Cuernavaca, 2016. március 25.) mexikói válogatott labdarúgó, hátvéd, edző.

## Pályafutása
Játékoskarrierje nagy része a Zacatepec csapatához kötdőik, amelynél tizenegy évet töltött 1954 és 1965 között. A Zacatepec előtt játszott az Españában (itt mutatkozott be az első osztályban), a Guadalajarában, a Martéban és a Pueblában.
A válogatottban 1948-ban mutatkozhatott be, de az 1950-es vb-re még nem utazhatott a csapattal. Bár a brazíliai tornán még nem volt ott, innentől kezdve kirobbanthatatlan volt közel másfél évtizedig a kezdőcsapatból, és három világbajnokságon (1954, 1958, 1962) is részt vehetett a nemzeti csapattal.
A világbajnokságokon kívül részt vett az 1948-as londoni olimpián is.
Miután visszavonult az aktív játéktól, edzősködésbe kezdett. Tréneri karrierje legfontosabb állomásai a Cruz Azul, melyet hét évig irányított, az América, amelynek három évig volt edzője, valamint a válogatott, ahol négyszer is kinevezték szövetségi kapitánnyá, többek között az 1970-es vb idején.